# Sigmodontomys alfari
Sigmodontomys alfari (J. A. Allen, 1897) è un roditore della famiglia dei Cricetidi, unica specie del genere Sigmodontomys (J. A. Allen, 1897), diffuso in America centrale e America meridionale.

## Descrizione

### Dimensioni
Roditore di medie dimensioni, con la lunghezza della testa e del corpo tra 121 e 158 mm, la lunghezza della coda tra 146 e 186 mm, la lunghezza del piede tra 33 e 40 mm, la lunghezza delle orecchie tra 17 e 22 mm e un peso fino a 111 g.

### Caratteristiche craniche e dentarie
Il cranio è robusto e presenta un rostro corto e largo, i margini della regione inter-orbitale convergono anteriormente e sono distintamente rialzati, la scatola cranica è squadrata e stretta, con le creste ben sviluppate. Gli incisivi superiori sono lisci ed opistodonti, ovvero con le punte rivolte verso l'interno della bocca. I molari hanno la struttura delle cuspidi semplificati.
Sono caratterizzati dalla seguente formula dentaria:

### Aspetto
La pelliccia è lunga, densa e lucida. Le parti dorsali variano dall'arancione-brunastro al bruno-giallastro brizzolato mentre le parti ventrali sono grigie, bianche o giallo-brunastre, sempre con la base dei peli grigia. Le orecchie sono piccole, leggermente rivestite di peli e scure. Il dorso delle zampe è ricoperto di corti peli scuri. Le tre dita centrali dei piedi sono molto più lunghe delle due esterne e sono palmate, le piante sono prive di peli, densamente ricoperte di tubercoli ed hanno sei cuscinetti carnosi. Sono presenti dei ciuffi di lunghi peli alla base di ogni artiglio, eccetto in quello dell'alluce. La coda è più lunga della testa e del corpo, è uniformemente scura e cosparsa di pochi peli. Le femmine hanno 4 paia di mammelle. Sono privi di cistifellea. Il cariotipo è 2n=56 FN=54.

## Biologia

### Comportamento
È una specie parzialmente acquatica e notturna.

### Alimentazione
Si nutre di semi.

## Distribuzione e habitat
Questa specie è diffusa nel Continente americano, dall'Honduras, attraverso l'America centrale fino alla Colombia ed Ecuador occidentali e in una località della parte più occidentale del Venezuela.
Vive nelle paludi e canneti fino a 1.900 metri di altitudine.

## Conservazione
La IUCN Red List, considerato il vasto areale, la popolazione presumibilmente numerosa e la presenza in diverse aree protette, classifica S.alfari come specie a rischio minimo (Least Concern).